# Phaeosphaera chenopodii
Phaeosphaera chenopodii är en svampart som beskrevs av Bat. & Cif. 1963. Phaeosphaera chenopodii ingår i släktet Phaeosphaera, divisionen sporsäcksvampar och riket svampar.   Inga underarter finns listade i Catalogue of Life.